# Coupe de Belgique féminine de volley-ball
La Coupe de Belgique de volley-ball féminin est une compétition de volley-ball à élimination directe opposant les clubs belges de volley-ball. Elle est organisée par la Koninklijk Belgisch Volleybal Verbond.

## Palmarès
| Année | Vainqueur                     | Score                                     | Finaliste           |
| ----- | ----------------------------- | ----------------------------------------- | ------------------- |
| 1968  | VC Verbroedering Ons Genoegen |                                           |                     |
| 1969  | VC Verbroedering Ons Genoegen |                                           |                     |
| 1970  | VC Verbroedering Ons Genoegen |                                           |                     |
| 1971  | Hermes Volley Oostende        |                                           |                     |
| 1972  | Hermes Volley Oostende        |                                           |                     |
| 1973  | VC Verbroedering Ons Genoegen |                                           |                     |
| 1974  | Dilbeek-Itterbeek SC          |                                           |                     |
| 1975  | VC Verbroedering Ons Genoegen |                                           |                     |
| 1976  | VC Verbroedering Ons Genoegen |                                           |                     |
| 1977  | Hermes Volley Oostende        |                                           |                     |
| 1978  | Dilbeek-Itterbeek SC          |                                           |                     |
| 1979  | VC Temse Dames                |                                           |                     |
| 1980  | Dilbeek-Itterbeek SC          |                                           |                     |
| 1981  | Dilbeek-Itterbeek SC          |                                           |                     |
| 1982  | Hermes Volley Oostende        |                                           |                     |
| 1983  | Hermes Volley Oostende        |                                           |                     |
| 1984  | DECO Denderhoutem             |                                           |                     |
| 1985  | Antonius Herentals            |                                           |                     |
| 1986  | Saco Halle                    |                                           |                     |
| 1987  | Antonius Herentals            |                                           |                     |
| 1988  | Hermanas Wervik               |                                           |                     |
| 1989  | VC Temse Dames                |                                           |                     |
| 1990  | Antonius Herentals            | 3 – 2 (15-8, 13-15, 15-8, 10-15, 16-14)   | VT Kortrijk         |
| 1991  | VC Temse Dames                |                                           | Antonius Herentals  |
| 1992  | Hatovoc Tongeren              |                                           |                     |
| 1993  | Antonius Herentals            | 3 – 1 (15-9, 10-15, 15-13, 15-6)          | Dauphines Charleroi |
| 1994  | Datovoc Tongeren              |                                           |                     |
| 1995  | Dauphines Charleroi           | 3 – 1 (15-9, 15-11, 12-15, 15-8)          | Kärcher Herentals   |
| 1996  | Asterix Kieldrecht            |                                           | Datovoc Tongeren    |
| 1997  | Kärcher Herentals             |                                           | Datovoc Tongeren    |
| 1998  | Asterix Kieldrecht            |                                           |                     |
| 1999  | Asterix Kieldrecht            | 3 – 0 (?)                                 | Isola Tongeren      |
| 2000  | Isola Tongeren                |                                           | Kärcher Herentals   |
| 2001  | Asterix Kieldrecht            | 3 – 1 (23-25, 25-17, 25-23, 25-12)        | Fortis Herentals    |
| 2002  | Asterix Kieldrecht            | 3 – 0 (?)                                 | AVO Melsele         |
| 2003  | Eburon Tongeren               |                                           | Asterix Kieldrecht  |
| 2004  | Eburon Tongeren               | 3 – 1 (25-18, 27-29, 30-28, 25-22)        | Asterix Kieldrecht  |
| 2005  | Eburon Tongeren               | 3 – 0 (25-9, 25-20, 25-13)                | Asterix Kieldrecht  |
| 2006  | Asterix Kieldrecht            | 3 – 0 (25-20, 28-26, 25-15)               | Dauphines Charleroi |
| 2007  | Asterix Kieldrecht            | 3 – 0 (25-21, 25-20, 25-17)               | VDK Gent Dames      |
| 2008  | Asterix Kieldrecht            | 3 – 1 (25-23, 16-25, 25-15, 25-20)        | VDK Gent Dames      |
| 2009  | VDK Gent Dames                | 3 – 2 (23-25, 25-20, 21-25, 25-21, 15-12) | Asterix Kieldrecht  |
| 2010  | Asterix Kieldrecht            | 3 – 0 (25-21, 25-16, 26-24)               | Dauphines Charleroi |
| 2011  | Asterix Kieldrecht            | 3 – 2 (25-22, 25-23, 13-25, 19-25, 15-12) | VDK Gent Dames      |
| 2012  | Dauphines Charleroi           | 3 – 1 (25-20, 25-20, 16-25, 25-20)        | Asterix Kieldrecht  |
| 2013  | VC Oudegem                    | 3 – 1 (27-29, 25-20, 25-16, 25-23)        | Asterix Kieldrecht  |
| 2014  | Asterix Kieldrecht            | 3 – 1 (25-14, 19-25, 25-20, 25-19)        | Richa Michelbeke    |
| 2015  | Asterix Kieldrecht            | 3 – 0 (25-10, 25-22, 25-16)               | VDK Gent Dames      |
| 2016  | Asterix Kieldrecht            | 3 – 0 (25-15, 25-18, 25-23)               | Datovoc Tongeren    |
| 2017  | Asterix Kieldrecht            | 3 – 1 (26-24, 25-15, 22-25, 25-18)        | VDK Gent Dames      |
| 2018  | Asterix Avo Beveren           | 3 – 0 (25-21, 25-15, 25-19)               | VC Oudegem          |
| 2019  | Hermes Volley Oostende        | 3 – 1 (25-21, 19-25, 25-17, 28-26)        | Saturnus Michelbeke |
| 2020  | Rekkenshop Hermes Oostende    | 3 – 2 (25-20, 21-25, 25-16, 14-25, 15-13) | Asterix Avo Beveren |